# Cristal Montañez
Cristal del Mar Montañez Arocha (Caracas, 8 febbraio 1960) è una modella venezuelana, eletta Miss Venezuela nel 1977.
Ha inoltre rappresentato il Venezuela a Miss Universo 1977 il 16 luglio 1977 a Santo Domingo, nella Repubblica Dominicana.